# فیات تمپرا
فیات تمپرا (Fiat Tempra) خودرویی است که در سال‌های ۱۹۹۰—۱۹۹۸در ایتالیا، بورسا، ترکیه، برزیل، هوشی‌مین و ویتنام تولید شده‌است.
این خودرو در کلاس خودرو خانواده قرار گرفته، طراحی آن موتور جلو، خودرو محور جلو و خودرو چهار چرخ محرک بوده طول آن در حالت طبیعی ۴٬۳۵۵ میلیمتر (۱۷۱٫۵ اینچ) و عرض آن در حالت طبیعی ۱٬۶۸۵ میلیمتر (۶۶٫۳ اینچ) است. سیستم جعبه‌دندهٔ آن ۴ دنده به دو صورت خودکار و دستی است.